# Lijst van beelden in Wormerland
Dit is een (onvolledige) chronologische lijst van beelden in Wormerland. Onder een beeld wordt hier verstaan elk driedimensionaal kunstwerk in de openbare ruimte van de Nederlandse gemeente Wormerland, waarbij beeld wordt gebruikt als verzamelbegrip voor sculpturen, standbeelden, installaties, gedenktekens en overige beeldhouwwerken.

## Wormerland
| Geplaatst | Omschrijving                        | Kunstenaar            | Straat                          | Plaats         | Materiaal | Afbeelding |
| --------- | ----------------------------------- | --------------------- | ------------------------------- | -------------- | --------- | ---------- |
| 1980      | Vluchtende haas                     | Gerrit Graas          | Noorderweg 160                  | Neck           |           |            |
| 1980      | Snoek                               | Gerrit Graas          | Dorpsstraat                     | Oostknollendam |           |            |
| 1982      | Verbonden hoofd                     | Gerrit Graas          | Oosteinde hoek van Bosch        | Wormer         |           |            |
| 1988      | Zot op een bokkende ezel            | G.J. Ten Wolde        | Kokerstraat naast brug          |                |           |            |
| 1993      | Zonder titel (‘Boot’)               | Nout Visser           | Noordweg, brug                  | Wormer         |           |            |
| 1994      | (Herinnering aan een papierfabriek) | Rob Schreefel         | De Gouden Leeuw / De Geele Klok | Wormer         |           |            |
| 1999      | Eternity                            | Arpad Szombathelyi    | Poelweg 4                       |                |           |            |
| 2004      | De stoel                            | Jans van Baarsen      | Drie Morgen / Paardenakker      |                |           |            |
| 2007      | Moriaantje                          | Gerard van der Leeden | in opslag bij de gemeente       | Wormer         |           |            |
| 2012      | Zonder titel (‘Wormerwonen’)        | Ben Oldenhof          | Papiermakersstraat              | Wormer         |           |            |
| 2013      | Flow                                | Arpad Szombathelyi    | Bruynvisweg                     | Wormer         |           |            |
| 2013      | De prop                             | Herbert Nouwens       | Koetserstraat                   | Wormer         |           |            |
|           | Giraffe                             |                       | Dorpsstraat 185                 |                |           |            |
|           | Engel                               |                       | Dorpsstraat 381                 |                |           |            |
|           | onbekend                            |                       | Poelweg 11                      |                |           |            |
|           | De stier                            |                       | Weiver 1a                       |                |           |            |
|           | De Verwondering                     | Henri de Bruin        | Tjadenweg / Hallerweg           | Neck           |           |            |